# ضریب تضعیف
ضریب تضعیف (انگلیسی: Attenuation coefficient) مقدار ضعیف شدن پرتوی از نور، صدا، ذرات، یا انرژی یا ماده دیگر طی نفوذ در ماده مورد نظر است.  بزرگ بودن مقدار ضریب تضعیف نشان‌دهندهٔ «تضعیف» بیشتر پرتو هنگام عبور از یک محیط معین است، در حالی که یک مقدار کوچک نشان‌دهندهٔ این است که این محیط اثر میرایی کمی بر میزان عبور نور داشته‌است. یکای اس‌آی برای این ضریب میرایی جذب متر متقابل (m−1) است. 
این کمیت معمولاً، به صورت ثابت واپاشی اندازه‌گیری می‌شود، یعنی مقدار فاصله تاشوی الکترونیکی به سمت پایین شدت اصلی را زمانی که انرژی شدت از یک واحد (مثلاً یک متر) ضخامت ماده عبور می‌کند، اندازه‌گیری می‌کند؛ آنگونه که کاهش می‌یابد. (m−1). ضریب ۱ یا m-۱ به این معنی است که پس از عبور از ۱ متر، تابش با ضریب e کاهش می‌یابد و برای مواد با ضریب ۲ m-۱، دو برابر e یا e2 کاهش می‌یابد.  معیارهای دیگر ممکن است از یک عامل متفاوت از e استفاده کنند، مانند ضریب تضعیف دهی در زیر. ضریب تضعیف پرتو پهن، تشعشعات پراکنده رو به جلو را به‌جای تضعیف شده به‌عنوان انتقال می‌شمارد و بیشتر برای محافظت از تشعشع کاربرد دارد.
ضریب تضعیف به میزان جذب نور در یک محیط می‌گویند. در شیمی، بیوشیمی، زیست‌شناسی ملکولی و میکروبیولوژی، ضریب تضعیف جرمی و ضریب جذب مولار پارامترهایی هستند برای توصیف این که تا چه اندازه یک ماده نور را در طول موجی خاص و چگالی و غلظت مولار به خصوصی جذب می‌کنند.

## دگر نام‌ها
- ضریب جذب
- ضریب تضعیف خطی
- ضریب تضعیف پرتو باریک (فیزیک اتمی و رادیولوژی)
- ضریب انقراض [۱] (در هواشناسی و اقلیم‌شناسی)[۳]